# Mediorhynchus textori
Mediorhynchus textori är en hakmaskart som beskrevs av Barus, et al 1978. Mediorhynchus textori ingår i släktet Mediorhynchus och familjen Giganthorhynchidae. Inga underarter finns listade i Catalogue of Life.